# Distrito de Encs
El distrito de Encs (húngaro: Encsi járás) es un distrito húngaro perteneciente al condado de Borsod-Abaúj-Zemplén.
En 2013 tenía 21 783 habitantes. Su capital es Encs.

## Municipios
El distrito tiene una ciudad (en negrita) y 28 pueblos.
Ciudad
- Encs

Pueblos
- Alsógagy
- Baktakék
- Beret
- Büttös
- Csenyéte
- Csobád
- Detek
- Fáj
- Fancsal
- Felsőgagy
- Forró
- Fulókércs
- Gagyapáti
- Garadna
- Hernádpetri
- Hernádszentandrás
- Hernádvécse
- Ináncs
- Kány
- Keresztéte
- Krasznokvajda
- Litka
- Méra
- Novajidrány
- Perecse
- Pusztaradvány
- Szalaszend
- Szemere